# Sant Miquel de Montfalcó d'Ossó
Sant Miquel de Montfalcó d'Ossó és una església barroca de Montfalcó d'Ossó, al municipi d'Ossó de Sió (Urgell) inclosa a l'Inventari del Patrimoni Arquitectònic de Catalunya.

## Descripció
És una església feta amb carreus de pedra regulars. A la part central de la façana destaca la portalada emmarcada per un arc de mig punt adovellat. Les dovelles són llises i allargades, la central té inscrita la data 1614. L'interior rep llum mitjançant un petit rosetó situat al frontispici. La façana, que té un cert regust romànic, està rematada per un campanar d'espadanya de tres obertures que acull dues campanes. L'església té una sola nau, coberta amb volta de canó puntada dividida en dos trams, amb dues capelles laterals, absis poligonal i un contracor elevat.
A l'altar major es pot observar la imatge de la Verge de Santa Maria de Montmagastrell, romànica, realitzada en pedra.

## Història
Inicialment fou una església d'estil romànic. El 1614 fou totalment reformada.